# Periclimenes ornatellus
Periclimenes ornatellus är en kräftdjursart som beskrevs av Bruce 1979. Periclimenes ornatellus ingår i släktet Periclimenes och familjen Palaemonidae. Inga underarter finns listade i Catalogue of Life.